# Edgard de Trentinian
Edgard de Trentinian, né à Brest le 25 août 1851 et mort le 24 mai 1942 à Paris, est un militaire, officier d'infanterie de marine et général de division français, grand-croix de la Légion d'honneur.
Avec Louis Archinard, il est le fondateur du Soudan français dont il est gouverneur de 1895 à 1899.

## Biographie

### Famille
Louis-Edgard de Trentinian est né dans une famille d'ancienne bourgeoisie originaire du Languedoc.
Il passe une partie de son enfance en Martinique où son père, le général Arthur de Trentinian,  est en poste. Dans la famille Trentinian, on est militaire de père en fils. L’aïeul d'Edgard, Casimir de Trentinian, a été chef d’escadron dans l’armée de Condé et de l’Empire, et son bisaïeul, Jean-Jacques de Trentinian, colonel de chasseurs, a participé à la guerre d'indépendance des États-Unis. Tous les deux ont été chevaliers de Saint-Louis

### Formation
Il intègre l'École spéciale militaire de Saint-Cyr en 1870 avec 399 camarades (dont Lefèvre, Marabail, Sordet, Perraux, Amar, Bujac et Beylié), et à sa sortie en 1872 sa promotion prend le nom de La Revanche, nom qui montre la volonté des jeunes officiers de reprendre un jour les deux provinces perdues en 1870.

### Guerre de 1870
En août 1870, au début des hostilités de la Guerre franco-prussienne, le jeune Edgard de Trentinian est engagé volontaire, il va avoir 19 ans et a réussi le concours d’entrée à l’École spéciale militaire de Saint-Cyr. Sa conduite devant l’ennemi lui vaut d’être promu sous-lieutenant sur le champ de bataille et d’être fait chevalier de la Légion d’Honneur. 

### Indochine
En octobre 1873, alors sous-lieutenant Trentinian est à la tête d’un détachement d’infanterie de marine avec deux sergents et vingt-huit caporaux et soldats qui est envoyé au Tonkin. Il sert sous les ordres de Francis Garnier et participe à l’attaque victorieuse de la citadelle de Hanoï, dans laquelle il entre aux côtés de Garnier. Utilisant des canonnières à vapeur pour le transport, il est impliqué dans diverses actions militaires alors que les Français tentent de consolider leur contrôle au Tonkin. Ces efforts sont temporairement abandonnés après la mort de Garnier le 21 décembre 1873. Le 21 janvier, il reçoit l’ordre d’évacuer la ville de Hai Duong, malgré ses protestations contre l’abandon des alliés français aux Vietnamiens.
Jusqu'en 1892, trois longs séjours suivront. Malgré les conditions sanitaires qui ont endeuillé sa famille, Trentinian gardera toujours une grande nostalgie pour cette Indochine. 
En 1877, Trentinian est admis à l’École Militaire Supérieure (École de Guerre), avec notamment Lanrezac, Castelnau et Marabail. Il sert de 1870 à 1890 dans les troupes d'infanterie de marine, premier, quatrième, sixième dixième et état-major. Il retourne à Saïgon en 1879 et est Gouverneur militaire de l'Indochine de mars à octobre 1881. Il quitte l'Indochine en 1892.
Il est promu officier de la Légion d'honneur et promu colonel en 1893.

### Gouverneur du Soudan français (1895-1899)
En janvier 1895, Trentinian, alors colonel, est commandant supérieur des troupes de Saint-Louis au Sénégal puis « lieutenant-gouverneur » au Soudan. Dans ses fonctions, il montre beaucoup de fermeté et diplomatie. Il est, pour Paris, le responsable de la politique à suivre au Soudan français. Il y donne toute sa mesure. En 1896, au Sahel, avec le capitaine Mangin, il montre sa méthode : ayant montré sa force, il faut convaincre et non contraindre ni se venger et le chef doit se déplacer lui-même pour offrir la paix des braves. La même année, il neutralise la révolte du Macina après une série de brillants combats livrés autour de Bandiagara.
Entre 1895 et 1898, avec le commandant Gouraud, il lance des opérations qui conduisent à la capture puis à l’exil de Samory, un grand pourvoyeur d’esclaves qui a jeté plus de cent mille captifs sur les différents marchés du Soudan. Il se montre surtout organisateur incomparable. Après la mise en place de structures régionales au Soudan, il s’active à préparer une mise en valeur du pays. Il y rencontre le colonel Joseph Joffre, mais les deux hommes ne s'apprécient pas.

### Commandant supérieur des troupes à Madagascar
Général de brigade en 1898, Edgard de Trentinian est le plus jeune général de l’armée française. Il sert encore à Madagascar, comme commandant supérieur des troupes du groupe de l'Afrique orientale de 1904 à 1907.
En 1908, il est enfin divisionnaire. Ses amitiés avec son ancien camarade de Saint-Cyr, le colonel Emile Bujac, qui avait refusé d’instruire contre Dreyfus, sont peut-être responsables de la lenteur de sa promotion.
En 1910, il publie dans le Journal des Sciences Militaires un article sur « la liaison de l’Artillerie et de l’Infanterie ». Les mesures qu’il préconise alors vont à l’encontre des théories officielles qui inspireront le règlement de 1913. Elles reçoivent cependant l’approbation de nombreux généraux dont Maunoury et Lanrezac.

### Première Guerre mondiale
Le 22 août 1914, le général de Trentinian, commandant la 7e Division du 4e Corps d’Armée, est engagé dans une situation dramatique. Il conduit néanmoins à Ethe, en Belgique, un des rares combats victorieux de la bataille des Frontières. Quelques jours plus tard, à la tête de la même unité, transportée par les fameux taxis, il concourt à la victoire de la Marne.
En septembre 1914, Trentinian est accusé de s’être laissé surprendre à Ethe, d’avoir fait massacrer sa division et perdu une partie de son artillerie. Révoqué, il fait appel de la décision le concernant. En pleine guerre, il établit et envoie à quelques décideurs un rapport étayé rétablissant les faits. Le général Gallieni, fort bien au courant de ce qui s’est passé et connaissant la valeur de Trentinian, fait en sorte que l’injustice soit autant que possible réparée avec la promotion à la dignité de Grand-croix de la Légion d’Honneur le 11 janvier 1916.

### Après guerre

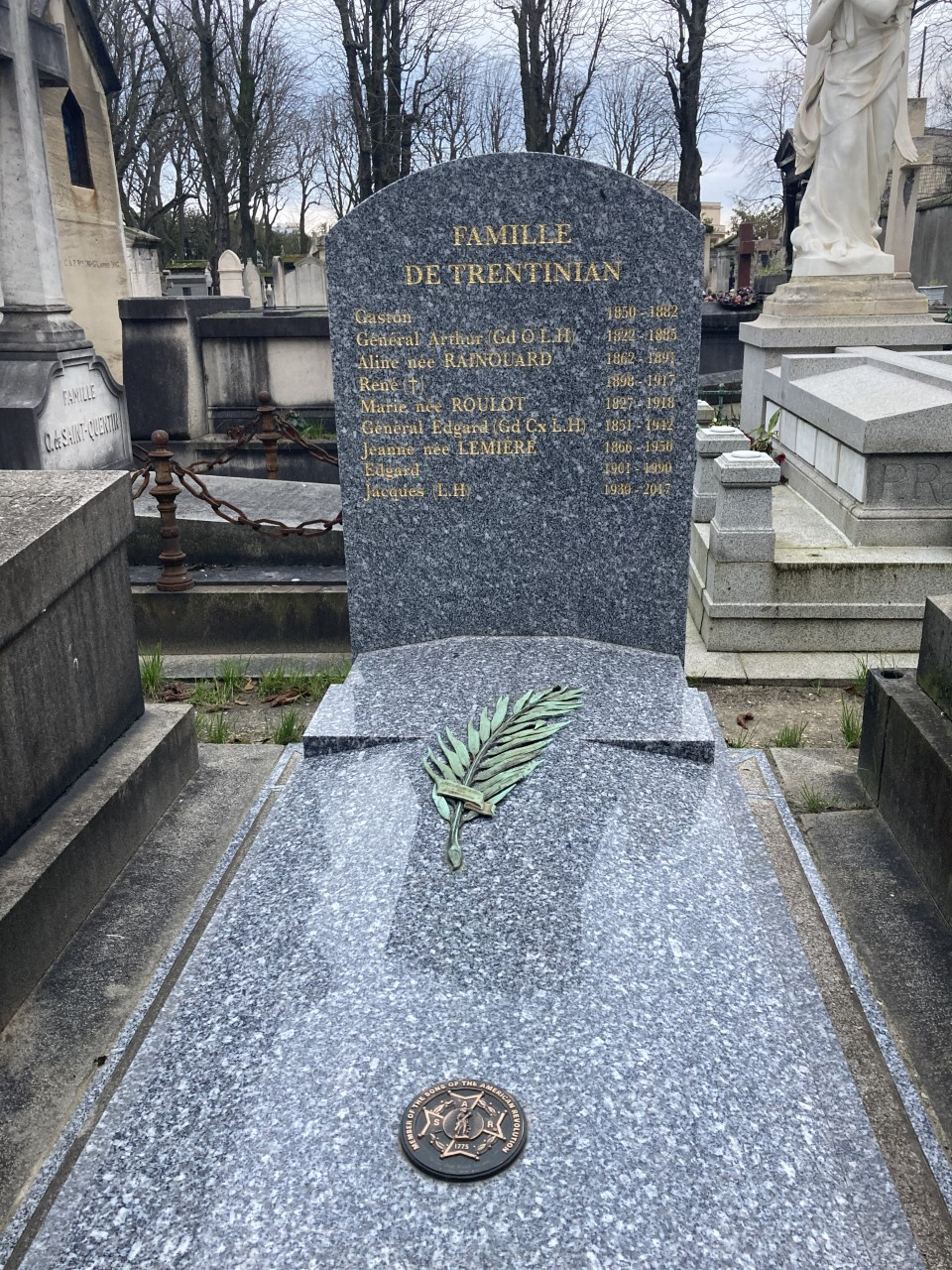
Sépulture familiale au cimetière de Passy.

Enfin, en 1923, le commandant Grasset, directeur du service Historique de l’Armée, qui est témoin des événements sur le terrain a, dans une étude détaillée de la bataille d'Ethe, rendu justice à Trentinian - avec toutefois une réserve de grand poids et une appréciation d'importance - à savoir : Dans son livre « Ethe », page 120, le colonel A. Grasset écrit : « Dès le début de la journée le général de Trentinian s’est trouvé bloqué dans Ethe avec le commandant de son artillerie… Mais le général était à sa place, lui, puisqu’il  marchait avec le gros de son avant-garde. Or, la surprise s’est produite ; il a été coupé de sa division et mis dans l’impossibilité d’en exercer le commandement jusqu’à midi. Il ne saurait, certes, être question d’assigner une place fixe au général commandant une grande unité. Il va où il juge sa présence utile, où le conduit son tempérament, il est bon que cela soit. 
Mais si le général doit être laissé libre d’agir à sa guise dans une certaine limite, ne serait-il pas possible de prévoir dans l’ordre de mouvement, des emplacements pour les postes de commandement ; emplacements que l’état-major gagnerait successivement et qui seraient déterminés comme si chaque coupure importante, jalonnant l’itinéraire à suivre, devait être une position à enlever de haute lutte… ».
Le général de Trentinian est, après la Grande Guerre, l’un des fondateurs de l’Académie des sciences coloniales.
Il meurt le 24 mai 1942 à Paris. 
Il est titulaire de plusieurs distinctions françaises et étrangères, officier de l’Instruction Publique (1899), il a également reçu la médaille d’or de l’Alliance Française (1897).

## Décorations
- Grand-croix de la Légion d'honneur(11 janvier 1916)
  - Grand Officier le 12 juillet 1910, remise à Paris par le général de division Florentin, grand chancelier de la Légion d'honneur
  - Commandeur le 10 novembre 1899, remise à Paris par le général de division Bichot, inspecteur général de l'infanterie de marine
  - Officier le 10 juillet 1890, remise à Hué par le général de grigade Godin, commandant en chef les troupes de l'Indochine
  - Chevalier le 10 juin 1870, remise à Saint-Cyr par le général Hanrion, commandant l'école spéciale militaire

- Croix de guerre 1914–1918
- Médaille commémorative de l'expédition du Tonkin
- Officier de l'ordre royal du Cambodge.
- Un buste lui est consacré sur la place des Généraux-de-Trentinian (16e arrondissement de Paris). Il est l'œuvre du sculpteur Léon Georges Baudry.
- Un autre buste est inauguré à Bamako  par le président de la République du Mali le 26 mai 2006.

## Publications
- L'avenir de la France au Tonkin, Challamel, 1885
- Instructions à l'usage des commandants de régions et de cercles, Paris, Imprimerie nationale, 1897
- Le Soudan et nos colonies côtières (Sénégal, Guinée, Côte d'Ivoire, Dahomey) : Réformes nécessaires dans nos possessions de l'Afrique occidentale, Imprimerie Hemmerlé, 1899
- L'État-major en 1914, Imprimerie Fournier, 1927
- Ethe. La 7e Division du 4e Corps dans la bataille des frontières, Imprimerie Fournier, 1927
- Lieutenant-colonel A. Grasset, ETHE, la guerre en action, le 22 août 1914 au 4e corps d'armée, Berger-Levraut, Nancy-Paris-Strasbourg, 1927